# Weesgeneesmiddel
Een weesgeneesmiddel is een geneesmiddel voor een zeldzame ziekte. Overheden treffen soms extra voorzieningen voor deze categorie geneesmiddelen om het ontwikkelen en op de markt brengen ervan voor de farmaceutische industrie aantrekkelijker te maken. Gedacht wordt namelijk dat dat zonder die voorzieningen niet rendabel zou zijn.

## Europese Unie
In de Europese Unie is een weesgeneesmiddel een geneesmiddel waarvan aannemelijk gemaakt kan worden dat het bestemd is voor de diagnose, preventie of behandeling van een ernstige zeldzame aandoening. Als criterium voor 'zeldzaam' geldt dat niet meer dan 5 op de 10.000 personen in de Europese Unie aan de ziekte lijden. Het gaat hierbij om geneesmiddelen voor ziekten waarvoor nog geen andere medicamenten bestaan. De ontwikkeling en het op de markt brengen van deze middelen zonder extra stimuleringsmaatregelen zou waarschijnlijk te kostbaar zijn, waardoor bedrijven geen belangstelling hebben om deze middelen te ontwikkelen.
De Europese Commissie heeft een actieprogramma voor zeldzame ziektes opgesteld. Het Europees Parlement en de Raad van Europa hebben op 16 december 1999 een Verordening inzake weesgeneesmiddelen aangenomen. Door deze verordening vervallen de registratiekosten, is er een belastingaftrek voor onderzoeks- en ontwikkelingskosten en wordt 10 jaar marktexclusiviteit verzekerd. De verordening voorziet onder meer in een aanwijzings- en een schrappingsprocedure. Die marktexclusiviteit kan door het Europees Geneesmiddelenbureau (EMA) in omstandigheden worden verkort tot 6 jaar. De verordening maakt het mogelijk de verleende marktvergunning te schrappen, omdat blijkt dat die ten onrechte werd verleend.   
De vergoeding van weesgeneesmiddelen is in Nederland niet wettelijk geregeld. Tot 1 januari 2012 behoorde het tot de bevoegdheid van de [Nederlandse Zorgautoriteit|NZa] via de Beleidsregel Weesgeneesmiddelen (intramuraal). Sedertdien is het ingepast in het pakketbeheer door het Zorginstituut Nederland door middel van add-on, in 2015 vastgelegd in de beleidsnota Pakketbeheer Weesgeneesmiddelen.

## Verenigde Staten
In de Verenigde Staten is al in 1983 de Orphan Drug Act ingevoerd, waardoor een geneesmiddel vanaf een bepaald moment in de ontwikkelingsfase aangewezen kan worden als weesgeneesmiddel (orphan drug designation). De producent krijgt daardoor een aantal voordelen, zoals het vervallen van registratiekosten, belastingaftrek voor onderzoeks- en ontwikkelingskosten en een zeven jaar durende marktexclusiviteit.

## Ontwikkeling weesgeneesmiddel
Bij de ontwikkeling van een medicijn worden een aantal fasen doorlopen. Zo is er de startfase van het formele klinische onderzoek. In de tweede fase wordt het middel getest op patiënten en in de derde fase wordt het middel nogmaals getest op patiënten, maar dan uitgebreider. Door de orphan drug designation die de Food and Drug Administration afgeeft kan die laatste fase worden versneld, onder andere, omdat er kleinere steekproeven hoeven worden gehouden. Dat scheelt vaak al gauw een paar jaar, wat veel is als het gaat over een doorlooptijd van zeven of acht jaar. Hierdoor is een product eerder op de markt, waardoor de ontwikkeling met aanmerkelijk veel minder kosten gepaard gaat. 
De aanwijzing van een weesgeneesmiddel ("designation") in Europa is de verantwoordelijkheid van de Committee Orphan Medicinal Products (COMP). Het advies voor een handelsvergunning wordt afgegeven door Committee Human Medicinal Products (CHMP).

## Resultaat
Het resultaat van het weesgeneesmiddelenbeleid is dat zeldzame stofwisselingsziekten en spierziekten zoals de ziekte van Pompe, Gaucher en Fabry, maar ook bijvoorbeeld zeldzame kankersoorten en hart- en vaatziekten met speciaal hiervoor ontwikkelde geneesmiddelen kunnen worden behandeld.
Kosten van weesgeneesmiddelen zoals de enzymvervangers voor de ziekte van Pompe, Gaucher en Fabry blijken zeer hoog; jaarlijkse kosten kunnen oplopen tot 700.000 euro per patiënt per jaar.

## Creativiteit
Opmerkelijk is dat enkele weesgeneesmiddelen onvoorzien veel meer omzet behaalden ten gevolge van een aanzienlijk grotere markt dan aanvankelijk voorzien was. Het lijkt erop dat farmaceutische industrie er steeds meer toe overgaat allerlei medicijnen te betitelen als weesgeneesmiddel. De registratie daarvan is veel gemakkelijker en er bestaat geen limiet op de prijs. Een middel wordt als weesgeneesmiddel op de markt gezet, maar in de praktijk door middel van marketing veel breder gebruikt.

## Toegelaten weesgeneesmiddelen
| Geneesmiddel              | Merknaam             | Fabrikant                                      | Aandoening                                                                 |
| ------------------------- | -------------------- | ---------------------------------------------- | -------------------------------------------------------------------------- |
| Agalsidase alfa           | Replagal             | TKT Europe                                     | ziekte van Fabry                                                           |
| Agalsidase beta           | Fabrazyme            | Genzyme                                        | ziekte van Fabry                                                           |
| Alglucosidase alfa        | Myozyme              | Genzyme                                        | ziekte van Pompe                                                           |
| Ambrisentan               | Volibris             | GlaxoSmithKline                                | Pulmonale hypertensie pulmonale arteriële hypertensie (PAH)                |
| Amifampridin              | Firdapse             | Eusa Pharma SAS                                | Syndroom van Lambert-Eaton                                                 |
| 5-aminolevulinzuur        | Gliolan              | Medac                                          | Maligne glioom                                                             |
| Anagrelide                | Xagrid               | Shire Pharmaceutical                           | Chronische myeloïde leukemie                                               |
| Arseen(III)oxide          | Trisenox             | Cell Therapeutics                              | Acute promyelocytenleukemie                                                |
| Azacitidin                | Vidaza               | Celgene                                        | Myelodysplastisch syndroom                                                 |
| Aztreonam                 | Cayston              | Gilead                                         | Chronische longontsteking bij mucoviscidose                                |
| Betain anhydricum         | Cystadane            | Orphan Europe                                  | Homocystinurie                                                             |
| Bosentan                  | Tracleer             | Actelion                                       | Pulmonale hypertensie pulmonale arteriële hypertensie                      |
| Busulfan                  | Busilvex             | Pierre Fabre                                   | Hematopoëse Progenitorcel-transplantatie                                   |
| Canakinumab               | Ilaris               | Novartis Europharm                             | Cryopyrine-geassocieerde periodieke syndromen (CAPS)                       |
| Carglumaatzuur            | Carbaglu             | Orphan Europe                                  | N-acetylglutamaatsynthetase-deficiëntie                                    |
| Celecoxib                 | Onsenal              | Pfizer                                         | Familiaire adenomateuze polypose                                           |
| Cladribin                 | Litak                | Lipomed                                        | indolent non-hodgkinlymfoom, haarcelleukemie                               |
| Clofarabin                | Evoltra              | Bioenvision                                    | acute lymfatische leukemie                                                 |
| Cafeïnecitraat            | Peyona               | Chiesi Farmaceutici                            | primaire apneu bij vroeggeborenen                                          |
| Conestat alfa             | Ruconest             | Pharming                                       | Hereditair angio-oedeem tgv C1-esterase-inhibitor tekort                   |
| Dasatinib                 | Sprycel              | Bristol-Myers-Squibb                           | Chronische myeloïde leukemie                                               |
| Deferasirox               | Exjade               | Novartis                                       | Chelatietherapie chronisch ijzeroverschot                                  |
| Dexrazoxan                | Savene               | TopoTarget                                     | extravasatie van antracyclinen                                             |
| Eculizumab                | Soliris              | Alexion                                        | Paroxismale nachtelijke hemoglobinurie                                     |
| Eltrombopag               | Revolade             | GlaxoSmithKline                                | Idiopathische trombocytopenische purpura                                   |
| Elosulfase alfa           | Vimizim              | BioMarin                                       | syndroom van Morquio                                                       |
| Everolimus                | Afinitor             | Novartis                                       | Niercelkanker                                                              |
| Galsulfase                | Naglazyme            | BioMarin                                       | Mucopolysacharidose type VI                                                |
| Histamine dihydrochloride | Ceplene              | EpiCept GmbH                                   | Acute myeloïde leukemie                                                    |
| Hydroxycarbamide          | Siklos               | OTL Pharma                                     | Sikkelcelanemie                                                            |
| Ibuprofen                 | Pedea                | Orphan Europe                                  | hemodynamisch significante openliggende Ductus arteriosus bij pasgeborenen |
| Icatibant                 | Firazyr              | Jerini AG                                      | Hereditair angio-oedeem                                                    |
| Idursulfase               | Elaprase             | TKT                                            | Mucopolysacharidose type 2, syndroom van Hunter                            |
| Iloprost                  | Ventavis             | Bayer Schering Pharma Actelion Pharmaceuticals | pulmonale arteriële hypertensie ziekte van Buerger                         |
| Imatinib                  | Glivec               | Novartis                                       | verschillende tumorsoorten                                                 |
| Laronidase                | Aldurazyme           | Genzyme                                        | Mucopolysacharidose Type 1                                                 |
| Lenalidomid               | Revlimid             | Celgene                                        | Myelodysplastisch syndroom; Multipel myeloom                               |
| Mecasermin                | Increlex             | Tercica                                        | Postpoliosyndroom; amyotrofe lateraalsclerose                              |
| Mifamurtid                | Mepact               | IDM Pharma                                     | Osteosarcoom                                                               |
| Miglustat                 | Zavesca              | Actelion                                       | Ziekte van Gaucher type I en de Ziekte van Niemann-Pick type C             |
| Mitotan                   | Lysodren             | Laboratoire HRA                                | Adrenaal-corticaal carcinoom                                               |
| 4-hydroxybutaanzuur       | Xyrem                | UCB                                            | Kataplexie met narcolepsie                                                 |
| Nelarabin                 | Atriance             | GlaxoSmithKline                                | Acute lymfatische leukemie                                                 |
| Nilotinib                 | Tasigna              | Novartis                                       | Chronische myeloïde leukemie                                               |
| Nitisinon                 | Orfadin              | Swedish Orphan International                   | Tyrosinemie type I                                                         |
| Nusinersen                | Spinraza             | Biogen                                         | Spinale musculaire atrofie                                                 |
| Ofatumumab                | Arzerra              | GlaxoSmithKline                                | Chronische lymfatische leukemie                                            |
| Pegvisomant               | Somavert             | Pfizer                                         | Acromegalie                                                                |
| Pirfenidon                | Esbriet              | Roche                                          | IPF                                                                        |
| Plerixafor                | Mozobil              | Genzyme                                        | Mobiliseren van stamcellen voorbereiding stamceltransplantatie             |
| Porfimer Natrium          | Photobarr            | Axcan Pharma                                   | hooggradige dysplasie bij Barrett-oesofagus                                |
| Rilonacept                | Arcalyst             | Regeneron                                      | Cryopyrine-geassocieerde periodieke syndromen (CAPS)                       |
| Romiplostim               | Nplate               | Amgen                                          | Idiopathische trombocytopenische purpura                                   |
| Rufinamid                 | Inovelon             | Eisai Limited                                  | Syndroom van Lennox-Gastaut                                                |
| Sapropterin               | Kuvan                | Merck Serono                                   | fenylketonurie                                                             |
| Sildenafil                | Revatio              | Pfizer                                         | Pulmonale hypertensie Pulmonale arteriële hypertensie                      |
| Sitaxentan                | Thelin               | Encysive                                       | Pulmonale hypertensie Pulmonale arteriële hypertensie                      |
| Sorafenib                 | Nexavar              | Bayer Healthcare                               | Niercelkanker hepatocellulair carcinoom                                    |
| Stiripentol               | Diacomit             | Biocodex                                       | Myoclonus bij kinderen                                                     |
| Temsirolimus              | Torisel              | Wyeth                                          | Niercelkanker                                                              |
| Thalidomide               | Thalidomide Pharmion | Celgene                                        | Multipel myeloom                                                           |
| Thiotepa                  | Tepadina             | Adienne S.r.l.                                 | Ter voorbereiding stamceltransplantatie                                    |
| Trabectedin               | Yondelis             | Pharma Mar S.A.                                | Weke-delensarcoom                                                          |
| Velaglucerase alfa        | VPRIV                | Shire Pharmaceuticals                          | Ziekte van Gaucher type I                                                  |
| Ziconotid                 | Prialt               | Eisai                                          | Chronische pijnen die intrathecale analgesie benodigen                     |
| Zinkacetaatdihydraat      | Wilzin               | Orphan Europe                                  | ziekte van Wilson                                                          |